# Boris Lehman
Boris Lehman (1944, Lausana, Suïssa) és un director de cinema belga. Nasqué a una família jueva. Va estudiar cinema a l'Institut Nacional Superior d´Arts i Espectacles (INSAS) a Brussel·les. Ha fet d'actor, periodista, professor, projeccionista, poeta, pianista i esportista. Entre 1965 i 1982 utilitzà el cinema com a mètode terapèutic al Club Antonin Artaud, un centre de readaptació per a malalts mentals. Durant cinquanta anys, ha exercit com a cineasta independent, produint i distribuint les seves gairebé cinc-centes pel·lícules, la majoria rodades en 8 i 16mm. Les seves obres s'han projectat a varis cinemes, museus, escoles, domicilis privats i salons. El 2003 el Centre Pompidou li dedicà una vasta retrospectiva, Le Tour de Boris en quatre-vingt bobines. Malgrat tenir una carrera de gran difusió de la seva obra a filmoteques i festivals, encara és un cineasta desconegut pel gran públic.

## Filmografia
- La Clé du champ, 1963
- Histoire d'un déménagement, 1967
- Catalogue, 1968
- Le Centre et la Classe, 1970
- Ne pas Stagner, 1973
- Knokke Out, 1974
- Album 1, 1974
- Magnum Begynasium Bruxellense, 1978
- Symphonie, 1979
- Couple, Regards, Positions, 1983
- Portrait du peintre dans son atelier, 1985
- Muet comme une carpe, 1987
- Masque, 1987
- L'Homme de Terre, 1989
- Cinématon (juif) de Gérard Courant, 1989
- A la recherche du lieu de ma naissance, 1990
- La Chute des Heures, 1990
- Babel / Lettre à mes amis restés en Belgique, 1991
- Tentatives de se décrire, 1989-2005
- Je suis fier d'être Belge, 1993
- Leçon de vie, 1994
- Homme portant son film le plus lourd, 1994
- La Division de mon temps, 1994
- Un jour comme les autres, 1994
- Check-Up (Etat de Santé), 1994
- Un Bruit qui rend sourd, 1995
- La Dernière s(cène), 1995
- Mes Entretiens filmés, 1996
- Mon voyage en Allemagne, 1997
- Mon voyage à Moscou, 1997
- L‘image et le monde, 1998
- A comme Adrienne, 2000
- Histoire de ma vie racontée par mes photographies, 2001
- Mes 7 lieux, 2001
- Homme portant, 2003